# Кравченко, Андрей Васильевич
Андрей Васильевич Кравченко (род. 8 мая 1980, г. Новороссийск, Краснодарский край) —мэр города-героя Новороссийска с 2021 года.

## Биография
Родился 8 мая 1980 года в городе Новороссийске, Краснодарского края в  семье рабочих. 
После окончания средней школы в 1997 году поступил, а в 2002 году окончил Московский гуманитарно-экономический институт по специальности «Юриспруденция». Срочную службу проходил в Воздушно-десантных войсках (15.11.2004- 22.11.2005, в/ч 40515). В дальнейшем трудовая деятельность была неразрывно связана с городом-героем Новороссийском.

### Трудовая деятельность
Работал специалистом 1-й категории в квартирно-правовой службе при администрации города. С 2005 по 2010 год работал юристом в различных организациях. С 2010 года — индивидуальный предприниматель.

### Общественная деятельность
С 23 марта 2020 года является директором автономной некоммерческой организации «Город счастья», благодаря которой в Новороссийске реализуется социально-благотворительный проект "пункт приема вещей «Добросток».
Президент футбольного клуба «Черноморец» (Новороссийск).

## Семья
Женат, воспитывает троих детей.

## Награды
- Во благо Новороссийска — 2021 год.
- Знак «Трудовое отличие».